# Медовий міст
Медовий міст (англ. Honeymoon Bridge) — арковий міст через річку Ніагара в місті Ніагара-Фоллс, Онтаріо, Канада.

## Історія
Міст був побудований у 1897 році і відкритий для руху в 1898. Це був четвертий міст в цьому місці, побудований протягом 50 років. Він замінив міст Ніагара-Кліфтон, який був перенесений вниз по річці до міста Квінстон.
Головний проліт мосту мав довжину близько 256 м, що залишалося рекордним показником до 1916 року. Настил був виконаний з дерева і призначався для залізниці Great Gorge Scenic Railway.
Під час експлуатації моста була виявлена його схильність до розгойдування при певних умовах, чого не спостерігалося в його попередників — висячих мостів. Перші сумніви в довговічності мосту з'явилися 8 червня 1925 року, коли під час параду, який завершувався на мосту, він почав сильно гойдатися збільшення навантаження. Питання безпеки знову виникло в 1930 році, коли кілька автомобілів з легкістю пробили захисне огородження.
У січні 1938 року на Ніагара-Фоллс обрушилася буря, що утворила крижаний затор в нижній частині річки. Опори мосту, розташовані близько до урізу води, почали відчувати тиск льоду, і 27 січня 1938 року міст обрушився. Залишки сталевих конструкцій моста остаточно затонули лише в квітні, коли танучий лід уже був не в змозі їх утримувати.
На той час уже велася робота з підготовки заміни Медового мосту, й після його обвалення плани були швидко втілені в життя. Райдужний міст, побудований на місці Медового мосту, служить і до сьогодні.

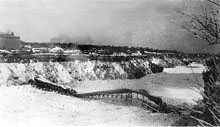
Обрушений Медовий міст
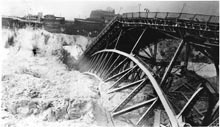